# Frank-Peter Kaufmann

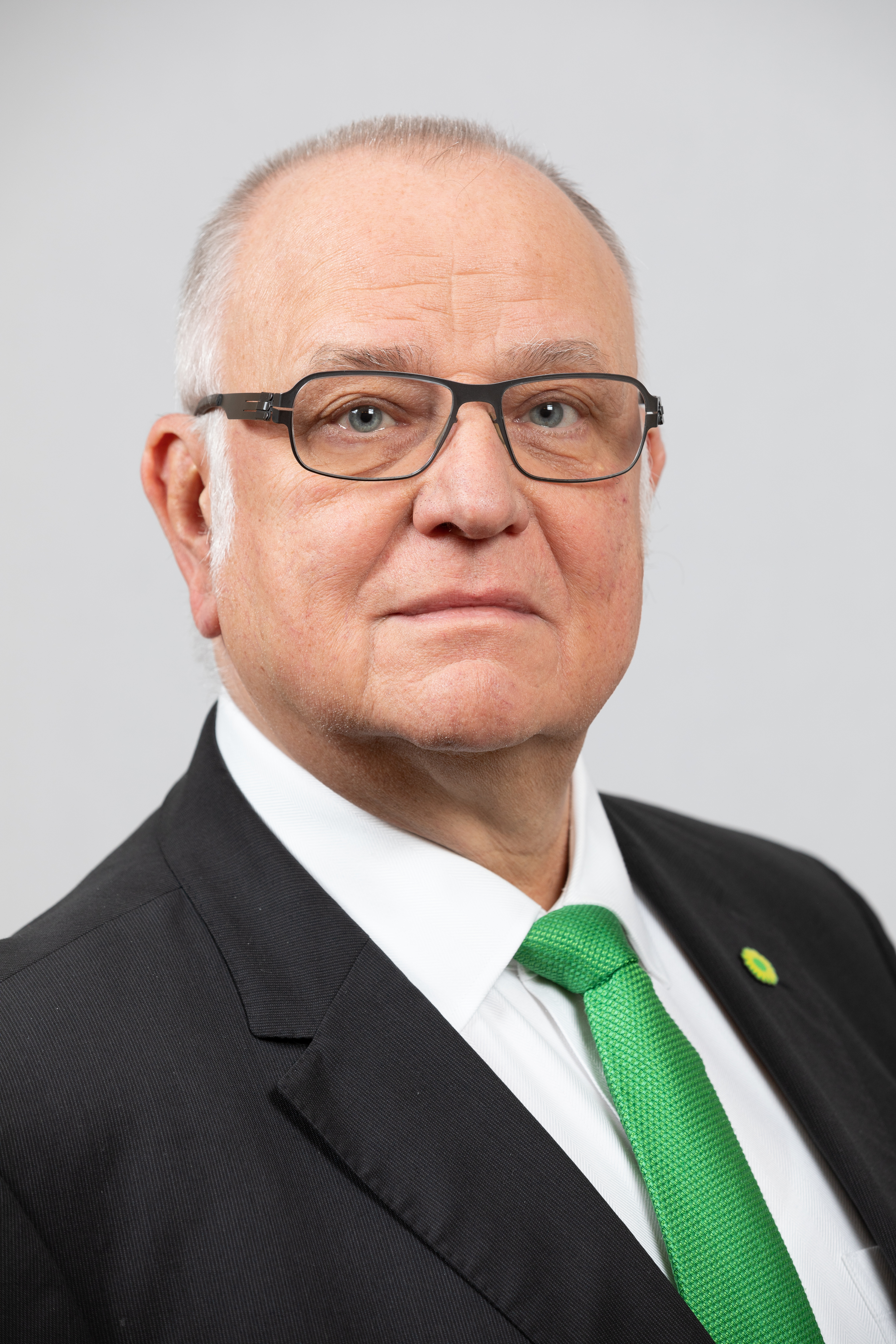
Frank-Peter Kaufmann (2019)

Frank-Peter Kaufmann (* 9. März 1948 in Berlin) ist ein deutscher Politiker bei Bündnis 90/Die Grünen und von 1995 bis 2024 Mitglied des Hessischen Landtags. Er war von 1993 bis 1995 Landesvorstandssprecher von Bündnis 90/Die Grünen Hessen.
Kaufmann legte 1966 sein Abitur in Frankfurt am Main ab und studierte dann Physik. Das Studium schloss er 1970 mit dem Diplom an der Johann Wolfgang Goethe-Universität Frankfurt am Main ab und war dann von 1971 bis 1983 Angestellter der Universität Frankfurt am Main, zuletzt als Leiter der universitären Planungsabteilung.
Von 1984 bis 1989 war er Erster Stadtrat der Stadt Dietzenbach und 1989 bis 1993 Erster Kreisbeigeordneter des Kreises Offenbach.
Er war vom 5. April 1995 bis zum 18. Januar 2024 Mitglied des Hessischen Landtags und fachpolitischer Sprecher für Haushalt und Flughafen Frankfurt. Kaufmann war Mitglied im Haushaltsausschuss, im Hauptausschuss und im Unterausschuss für Finanzcontrolling und Verwaltungssteuerung.
Sein Wahlkreisbüro lag in Dietzenbach. Er kandidierte für die Wahl zum Landtag 2008 für seine Partei im Wahlkreis 45, Offenbach Land II. Auf der Landesliste stand er auf Platz 4.
Bei der Landtagswahl in Hessen 2013 trat er im Wahlkreis Offenbach Land II an. Er unterlag gegen Ismail Tipi und zog mit einem Listenplatz der Partei in den Landtag ein. Nach der Bildung der schwarz-grünen Koalition in Hessen 2013 (Kabinett Börner III) wurde er als Nachfolger von Jörg-Uwe Hahn Mitglied des Aufsichtsrats der Fraport. Kaufmann hatte sich vorher gegen den Ausbau des Flughafens ausgesprochen.
Kaufmann ging mit dem Ende der 20. Legislaturperiode im Januar 2024 in den Ruhestand.